# William Wilson Saunders
William Wilson Saunders, född den 4 juni 1809 i Little London, Buckinghamshire, död den 13 september 1879 i Worthing, Sussex, var en engelsk naturforskare och hortikultör. Auktorsnamnet Saunders kan användas för William Wilson Saunders i samband med ett vetenskapligt namn inom botaniken; se Wikipediaartiklar som länkar till auktorsnamnet.
Saunders utbildade sig till militär och ingenjör, tillbragte som sådan ett år i Indien, men levde sedan som affärsman i Wandsworth, sysselsatt med hortikultur, entomologi och botanik. Han utgav Insecta Saundersiana (1850–1869) och Refugium botanicum, or figures and descriptions from living specimens of little known or new plants (1–3, 216 tavlor; 1869–1872).